# الفتاة الخارقة (فلم 2026)
الفتاة الخارقة (بالإانجليزية: Supergirl) هو فيلم بطلة خارقة أمريكي قادم، يستند إلى شخصية الفتاة الخارقة من قصص دي سي المصورة . يُعد الفيلم ثاني إنتاج سينمائي ضمن عالم دي سي الجديد (DCU)، وهو من إنتاج استديوهات دي سي وتوزيع وارنر براذرز بيكتشرز. يتولى كريغ غيليسبي إخراج الفيلم عن سيناريو من تأليف آنا نوغيرا، وتؤدي ميلي ألكوك دور البطولة مجسّدة شخصية كارا زور-إل / الفتاة الخارقة، إلى جانب كل من ماتياس شونارتس، وإيف ريدلي، وديفيد كرومهولتز، وإميلي بيتشام.
بدأ تطوير فيلمٍ منفصل يركز على الشخصية ضمن امتياز عالم دي سي الممتد (DCEU) في أغسطس 2018، حيث قُدّمت الشخصية لأول مرة سينمائيًا من خلال فيلم "ذا فلاش" (2023) من أداء ساشا كالي. غير أن المشروع شهد تحولًا جذريًا بعد تولي جيمس غان وبيتر سافران منصبَي الرئيسين التنفيذيين المشاركين لـ استديوهات دي سي في أكتوبر 2022، حيث أعيدت هيكلة المشروع ليكون جزءًا من الرؤية الجديدة لعالم دي سي السينمائي.
أُعلن عن الفيلم رسميًا في يناير 2023، كاقتباس من السلسلة المصورة التي تحمل الاسم نفسه والصادرة بين عامي 2021 و2022، من تأليف توم كينغ ورسم بيلكيس إيفلي. عُيّنت نوغيرا لكتابة النص في نوفمبر 2023، وانضمت ألكوك إلى طاقم العمل في يناير 2024، تلاها انضمام غيليسبي كمخرج في مايو من العام نفسه. انطلق التصوير الرئيسي للفيلم بين يناير ومايو 2025، ونُفّذ في استوديوهات وارنر براذرز في ليفزدن، ولندن في إنجلترا، بالإضافة إلى مواقع في اسكتلندا وأيسلندا.
من المقرر عرض فيلم "الفتاة الخارقة" في صالات السينما في الولايات المتحدة بتاريخ 26 يونيو 2026، وسيشكّل أحد الركائز الأساسية في الفصل الأول من عالم دي سي السينمائي الجديد، الذي يحمل عنوان "الآلهة والوحوش".

## تمهيد
أثناء احتفالها بعيد ميلادها الحادي والعشرين، تسافر كارا زور-إل عبر المجرة مع كريبتو ، حيث تلتقي بالشابة روثي ماري نول وتنطلق في "مهمة قاتلة للانتقام".

## طاقم التمثيل
- ميلي ألكوك في دور كارا زور إل / الفتاة الخارقة : ابنة عم كلارك كينت / سوبرمان التي نشأت على جزء من كوكب كريبتون بعد دمار عالمها، وشهدت وفاة كل من حولها، ما جعلها شخصية أكثر قسوة وتعبًا نفسيًا مقارنةً بابن عمها الذي تربى على كوكب الأرض في كنف والدين محبين.
- ماتياس شونارتس في دور كريم من التلال الصفراء.
- إيف ريدلي في دور روثي ماري نول : فتاة صغيرة تلتقي بها كارا في رحلتها.
- ديفيد كرومهولتز في دور زور-إل : والد كارا.
- إميلي بيتشام في دور ألورا إن-زي : والدة كارا.

بالإضافة إلى ذلك، من المقرر أن يظهر جيسون موموا في دور لوبو، وهو مرتزق فضائي وصائد جوائز من كوكب زارنيا. سيظهر الكلب الخارق كريبتو أيضًا في الفيلم.

## الإصدار
من المقرر أن يُعرض فيلم "الفتاة الخارقة" في صالات السينما بالولايات المتحدة بتاريخ 26 يونيو 2026، بواسطة وارنر برذرز بيكتشرز. يُعد الفيلم جزءًا من الفصل الأول من عالم دي سي السينمائي الجديد (DCU) والذي يحمل عنوان: "الآلهة والوحوش".